# Liste der Monuments historiques in Houdemont
Die Liste der Monuments historiques in Houdemont führt die Monuments historiques in der französischen Gemeinde Houdemont auf.

## Liste der Objekte
| Bezeichnung                      | Beschreibung                                                             | Standort                       | Kennzeichnung | Schutzstatus | Datum | Bild |
| -------------------------------- | ------------------------------------------------------------------------ | ------------------------------ | ------------- | ------------ | ----- | ---- |
| Kanzel                           | Holz, Anfang des 18. Jahrhunderts; aus der Kathedrale St-Étienne in Toul | in der Kirche St-Goëric (Lage) | PM54000299    | Classé       | 1908  |      |
| Skulptur eines heiligen Bischofs | Stein, farbig gefasst, um 1515                                           | in der Kirche St-Goëric (Lage) | PM54000300    | Classé       | 1975  |      |